# Preclásico maya
El periodo preclásico maya abarca desde los inicios de la cerámica en el segundo milenio a. C. hasta el advenimiento del Periodo Clásico cerca del año 250 a. C, al 0 a. C., Medio (1000-400 a. C.), y Tardío (400 a. C.- 250 a. C.). Los sitios arqueológicos con mayor importancia en este periodo incluyen Nakbe, Uaxactun, Seibal, San Bartolo, Cival, y El Mirador en Guatemala; Cahal Pech, Blackman Eddy, y Cerros en Belice; y Aguada Fénix, Calakmul, Yaxnohcah, Ichkabal, Komchen, y Xocnaceh en México.
Actualmente, se considera que fue en el sur de los territorios mayas donde prosperó la civilización, con sitios como Kaminaljuyu, Izapa, Monte Alto, y Paso de la Amada.
Los periodos Medio y Tardío del preclásico maya presenciaron el desarrollo del urbanismo, con una arquitectura monumental, de la escritura y de las instituciones políticas, que incluyen a los Señores Divinos.
La sociedad maya experimentó una serie de transformaciones profundas cerca del 100 a. C que condujeron al cese de las edificaciones monumentales en muchas ciudades del periodo y el derrumbamiento inferido de sus sistemas políticos y económicos, a menudo caracterizados como el colapso Preclásico.

## Historia

### Preclásico Temprano (2000 a.C.–1000 a.C.)
Las raíces de la civilización quedan desconocidas a pesar de que los parámetros son cada vez más esclarecidos. Los datos medioambientales previos indican la presencia de agricultores en la región maya circa. 3000 a. C., a pesar de que los poblamientos agrícolas permanentes parecen haberse desarrollado sólo gradualmente. Análisis de huesos de Mayas tempranos indican que, a pesar de que el maíz ya representaba un componente importante de la dieta (debajo 30 % en Ceullo, Belice) el pescado, carne de animales de juegos, y otro cazados o recolectados todavía fueron un componente importante de la dieta. Junto con el desarrollo gradual de agricultura, las formas básicas de cerámica aparecieron, primero con diseños sencillos. Alrededor de este tiempo, la cultura olmeca empezó a emerger en cercano Tabasco, concediendo a la Maya temprana un socio comercial importante y empezando un periodo de contacto prolongado que tendría efectos profundos en la sociedad.

### Preclásico Medio (1000 a.C.–400 a.C.)

Sitios de área de Maya del sur

Alrededor del año 1000 a. C, fue construida la ciudad maya de Aguada Fénix en Tabasco, este sitio arqueológico corresponde a un momento de cambio grande para la sociedad maya. Ya que antes de su construcción, los mayas eran nómadas y no usaban la cerámica. Vivían de la caza, de la pesca, y del cultivo del maíz. Sin embargo, a partir de la construcción de Aguada Fénix, se demuestra que empezaron a usar la cerámica y se volvieron sedentarios. Aguada Fénix marca el inicio de la construcción de las ciudades-estado mayas que florecerían años más tarde.
Los siglos como pueblo agrícola habían formado los principios de una sociedad compleja: bienes de prestigio como espejos de obsidiana y mosaicos de jade empezaron a aparecer, aumentando la demanda para comercio más extenso. Los canales y esquemas de irrigación reclamaron el esfuerzo humano coordinado, con escala y complejidad crecientes. Gradualmente, los pueblos empezaron a incluir plazas centrales ocasionalmente realzados por albañilería. Por ejemplo, el sitio de La Blanca presentó una plaza central de más de setenta y cinco pies de alto y con rasgos de albañilería fuertemente pareciendos a una cabeza en el estilo distintivo olmeca. Estelas grabadas en piedra aparecieron durante este periodo, adornado con retratos de gobernantes pero aún sin escritura maya. Las guerras parecen haberse intensificado durante este periodo, evidenciado por armas más desarrolladas, los gobernantes empiezan a ser retratados como guerreros, aparecen fosas masivas y esqueletos decapitados.
Alrededor de 900 a. C, la región costera del pacífico cayó bajo el dominio de la ciudad-estado La Blanca el cual colapsó alrededor 600 a. C, para ser reemplazado por una política centrada en el sitio El Ujuxte. Otro desarrollo temprano fue probablemente el sitio de Chalchuapa, una ciudad con extensos montículos de tierra alrededor de varios plazas. Aun así, probablemente fue gobernado por el primer verdadero ciudad-estado maya: Kaminaljuyu. en la región de la actual a las orillas de Lago Miraflores, Kaminaljuyu desarrolló una estructura gubernamental poderosa, organizó campañas de riego masivo y monumentos de piedra intrincados a sus gobernantes. Estos monumentos claramente describen cautivos de guerra, a menudo mostrando a los gobernantes que sosteniendo armas, indican la política bélica de Kaminaljuyu dominando las tierras altas guatemaltecas por siglos. En Kaminaljuyu la exportación principal era la obsidiana, recurso esencial para la elaboración de flechas, cuchillos, y otras armas así como bienes de prestigio como espejos.
A pesar de que es difícil identificar la etnicidad de las personas por sus restos arqueológicos, parece que durante este periodo los Mayas empezaron una expansión sistemática hacia el norte, ocupando el Petén Cuenca, ciudades como El Mirador, Tikal, Calakmul, y Tayasal serían construidas. El sitio dominante de estos colonizadores tempranos era Nakbe en la cuencal El Mirador, donde el primer Juego de Pelota Maya y el primer camino de piedra Maya fueron construidos. Los gobernantes de Nakbe construyeron varias plataformas de piedra e intricados diseños de piedra y monumentos de estuco.
Durante este periodo, la cultura olmeca alcanzó su cenit, centrado en la capital de La Venta en Tabasco cerca de los centros mayas tempranos. Los olmecas, hablantes de lenguas Mixe–Zoqueanas, son generalmente reconocidos como la primera civilización en América. Su capital, La Venta es considerada la primera ciudad planificada y trazada, y contiene extensos trabajos de ingeniería y monumentos de piedra, incluyendo las cabezas de piedra olmecas distintivas. Los olmecas compartían varias características con la maya más tardía, incluyendo una adoración al jaguar extensa, una dieta dominada por maíz, y el uso de la planta de cacao. Varias palabras se introdujeron a la lengua maya presumiblemente debido a la influencia olmeca. Muchos de estos conceptos de prestigio y cultura alta[el ejemplo necesitado], indicando que el Medio Preclásico Maya era profundamente impresionado e influido por sus vecinos del noroeste.

### Preclásico tardío (400 a.C.–100 a.C.)
En el Tardío Preclásico emergen dos estados poderosos rivales en escalas monumentales, Kaminaljuyu en las tierras altas y El Mirador en el de las bajas.[cita requerida]

### Preclásico terminal (100 a.C. al 250 d.C.)
Los murales encontrado en San Bartolo proporcionan información importante que considera mitología y ritual de inauguración real alrededor 100 a. C.

### "Colapso" preclásico
La historia de la civilización perdida que misteriosamente colapso por una razón desconocida ha capturado la imaginación popular por años. lo que no es tan ampliamente sabido es que había de hecho dos "Colapsos" uno al final del Preclásico y un más famoso uno al final del Clásico. El colapso del Preclásico se refiere a la disminución sistemática y abandono de importantes ciudades como Kaminaljuyú y El Mirador en alrededor 100 a. C. Un número de teorías ha sido propuesto para explicar este "Colapso", pero el consenso no está de acuerdo aquí ni con el colapso más "famoso" entre los periodos Clásico y Posclásico.

## Cultura

### Estructura social
El sitio arqueológico de K'o, asociado con la Ciudad Maya de Holmul localizado en Guatemala actualmente, presume la que parece ser la tumba real gobernante maya más antiguo conocido. Esta tumba ha sido datada a 350-300 a. C., y contiene la evidencia más temprana de la institución de ajaw (gobernante) en las tierras bajas Mayas

### Escritura
Ver más en Escritura maya.

### Arte y Arquitectura
La arquitectura está basada en las tradiciones arquitectónicas Mesoamericanas generales. Construyeron pirámides a partir del periodo terminal preclásico.
En 2010, arqueólogos en Chiapa de Corzo, al sur de Chiapas, México, anunciaron haber encontrado la tumba de un dignatario dentro de una pirámide que puede ser el entierro más antiguo de este tipo descubierto en Mesoamérica. La fecha es de aproximadamente hace 2700 años.